# Lara Sophie Rottmann
Lara Sophie Rottmann (* 2002 in Augsburg) ist eine deutsche Schauspielerin.

## Leben
Rottmann wurde nach einem Casting für Weltbild von einer Agentur unter Vertrag genommen. 2011 war sie in der Komödie Kann denn Liebe Sünde sein? erstmals in einer TV-Rolle zu sehen. Es folgten die Spielfilme Obendrüber, da schneit es und Tödliche Versuchung sowie Episodenrollen in Kommissarin Lucas und Add a Friend.

## Filmografie
- 2011: Kann denn Liebe Sünde sein?
- 2012: Kommissarin Lucas – Bombenstimmung (Fernsehserie)
- 2012: Obendrüber, da schneit es
- 2013: Heiter bis tödlich: Hubert und Staller – Wer A sagt (Fernsehserie)
- 2013: Tödliche Versuchung
- 2013: Add a Friend (Fernsehserie, 2 Episoden)
- 2013: Weniger ist mehr
- 2016: Was im Leben zählt
- 2018: Team Alpin (Fernsehserie)